# Ларксвілл (Пенсільванія)
Ларксвілл (англ. Larksville) — місто (англ. borough) в США, в окрузі Лузерн штату Пенсільванія. Населення — 4225 осіб (2020).

## Географія
Ларксвілл розташований за координатами 41°15′52″ пн. ш. 75°55′48″ зх. д. / 41.26444° пн. ш. 75.93000° зх. д. (41.264517, -75.930131).  За даними Бюро перепису населення США в 2010 році місто мало площу 12,58 км², з яких 12,18 км² — суходіл та 0,41 км² — водойми.

## Демографія
Згідно з переписом 2010 року, у селищі мешкало 4480 осіб у 1814 домогосподарствах у складі 1261 родини. Густота населення становила 356 осіб/км².  Було 1982 помешкання (157/км²).
Расовий склад населення:
| - 96,9 % — білих - 0,8 % — чорних або афроамериканців - 0,6 % — азіатів - 0,1 % — корінних американців |

До двох чи більше рас належало 0,8 %. Частка іспаномовних становила 1,7 % від усіх жителів.
За віковим діапазоном населення розподілялося таким чином: 19,7 % — особи молодші 18 років, 64,0 % — особи у віці 18—64 років, 16,3 % — особи у віці 65 років та старші. Медіана віку мешканця становила 44,3 року. На 100 осіб жіночої статі у селищі припадало 95,5 чоловіків;  на 100 жінок у віці від 18 років та старших — 94,3 чоловіків також старших 18 років.
Середній дохід на одне домашнє господарство  становив 59 023 долари США (медіана — 49 643), а середній дохід на одну сім'ю — 68 059 доларів (медіана — 57 260). Медіана доходів становила 48 452 долари для чоловіків та 34 890 доларів для жінок. За межею бідності перебувало 11,7 % осіб, у тому числі 23,6 % дітей у віці до 18 років та 9,7 % осіб у віці 65 років та старших.
Цивільне працевлаштоване населення становило 2223 особи. Основні галузі зайнятості: освіта, охорона здоров'я та соціальна допомога — 25,0 %, публічна адміністрація — 12,3 %, виробництво — 11,4 %.